# Walter H. J. Riedel
Walter H. J. Riedel (* 5. Dezember 1902 in Königs Wusterhausen; † 15. Mai 1968 in Ost-Berlin) („Riedel I“) war ein deutscher Ingenieur, der Leiter des Konstruktionsbüros der Heeresversuchsanstalt Peenemünde und Chefdesigner der ballistischen Rakete Aggregat 4 (V2) war. Der Krater Riedel auf dem Mond wurde nach ihm und dem deutschen Raketenpionier Klaus Riedel („Riedel II“) benannt.

## Biographie
Im Dezember 1929 wurde Riedel von der Firma Heylandt beauftragt, die Entwicklung von Raketenmotoren mit flüssigen Treibstoffen zu übernehmen, zunächst in Zusammenarbeit mit Max Valier, der zu diesem Zeitpunkt in das Unternehmen eingetreten war. Riedel übernahm 1930 die volle Verantwortung für die Raketenmotorentwicklung, nach Valiers frühem Tod durch eine Raketenmotorexplosion bei einem Test mit Paraffinöl (Kerosin) als Treibstoff anstelle von Ethylalkohol.
Im Jahr 1934 wurden Forschung und Entwicklung der Firma Heylandt von der Armee übernommen und mit der Gruppe Wernher von Braun auf dem Heeresversuchsgelände in Kummersdorf bei Berlin zusammengeschlossen, um die Erforschung und Entwicklung von Langstreckenraketen zu ermöglichen. Im März 1936 begannen Wernher von Braun und Walter Riedel mit der Betrachtung viel größerer Raketen als das damals noch in Entwicklung befindliche Aggregat 3, das lediglich ein Testgerät war und keine Nutzlast tragen konnte. Zusammen mit Walter Dornberger wurden Pläne für ein geeigneteres und besser ausgestattetes Testgelände für große Raketen in Peenemünde aufgestellt, um das eher beschränkte Kummersdorf zu ersetzen. Am 17. Mai 1937, nach der Übertragung der Raketenaktivitäten von Kummersdorf auf das neue Raketenwerk der Armee in Peenemünde, leitete Riedel das Technische Konstruktionsbüro als Chefdesigner der ballistischen Raketenrakete A4 (V2).
Nach dem Luftangriff der britischen Royal Air Force (Operation Hydra) auf Peenemünde im August 1943 wurde die Entwicklungseinrichtung an einen Ort verlegt, der einen besseren Schutz vor Luftangriffen bot. Der Luftangriff hatte Walter Thiel (Antriebschef) und Erich Walther (Instandhaltungschef der Werkstätten), zwei führende Männer der Peenemünder Heeresversuchsanstalt, das Leben gekostet. Mitte September 1943 überprüften Riedel und zwei andere die österreichischen Alpen nach einem neuen Standort für Raketenentwicklung, der den in Peenemünde ersetzen sollte. Der gewählte Ort war Ebensee, am südlichen Ende des Traunsees rund 100 km östlich von Salzburg. Die Anlage bestand aus einem System von Tunnelgalerien, die in die Berge getrieben wurden, und erhielt den Decknamen Zement. Die Arbeiten auf der Baustelle begannen Anfang 1944 und sollten im Oktober 1945 abgeschlossen sein. Ab dem 1. Oktober 1943 war Riedel für die Beaufsichtigung der Verlegung des Betriebes Peenemünde nach Ebensee verantwortlich.
Vom 29. Mai 1945 bis zum 20. September 1945, nach dem Ende des Zweiten Weltkriegs, wurde Riedel im Sicherheitslager der US-Dritten Armee in Deggendorf (zwischen Regensburg und Passau) inhaftiert. Vom 1. November 1945 bis 10. März 1946 war er bei der Niederlassung des Ministeriums für Versorgung (MoS) in Altenwalde (bei Cuxhaven) und vom 11. März bis 31. Juli 1946 im MoS-Betrieb in Trauen (bei Braunschweig) angestellt.
Nachdem die Trauener Einrichtung aufgelöst worden war, wanderte Riedel nach Großbritannien aus, um zunächst (ab 1947) am Royal Aircraft Establishment, Farnborough und später (von 1948 bis zu seinem Tod 1968) am MoS Rocket Rocket Propulsion Establishment (RPE) in Westcott (nahe Westfield) zu arbeiten in Aylesbury, (Buckinghamshire). 1957 wurde Riedel britischer Staatsbürger.
Walter Riedel starb bei einem Besuch in Ostberlin in Ostdeutschland.